# Kilroy was here

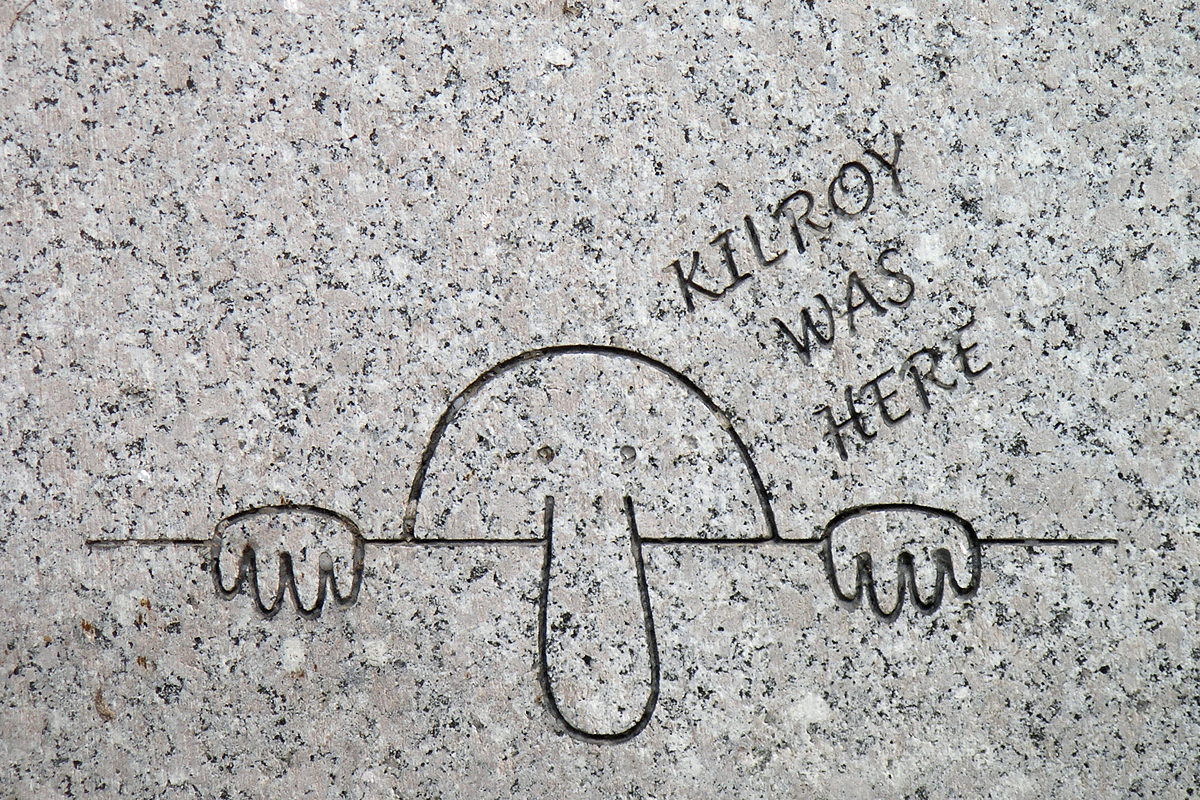
Egy washingtoni emlékműbe gravírozva

A Kilroy was here (magyarul: „Itt járt Kilroy”) egy népszerű amerikai rajzos mém, mely legtöbbször graffitiken látható, de előfordul műalkotásokban és más popkulturális utalások (pl. pólófelirat) formájában is. Eredete nem világos, de Kilroy fal mögül kukucskáló figurája mindenhol fellelhető az Egyesült Államokban. Ebben a formában való megjelenését a második világháború elejére teszik.
Ugyanez a figura más kultúrákban is felbukkan, de nem Kilroy, hanem Foo, vagy Chad néven. Az ausztrálok a „Foo was here” szöveget írják a graffiti alá, a külső megjelenés az Egyesült Királyságból származtatott, ahol az ilyen graffitiket a chad (angol szó, jelentése: a papírlyukasztáskor kieső hulladék) szóval jelölik. Maga a graffiti technika évezredek óta létezik, de úgy tűnik, hogy a Kilroy-rajz egy hasonló graffitóból származott: „Foo itt volt”, amely az ausztrál katonák körében népszerű volt az első világháború idején; ez egy nagy orrú rajzfilmfigura ábrázolása is, amely a fal fölött kukucskált át, de nem kísérték szavak.

## Eredete
A szófordulat a második világháborúban az amerikai hadseregben szolgáló szerelőktől ered, akik minden állomáshelyükön felfestették ezt a figurát a „Kilroy was here” szöveggel. A Brewer's Dictionary of Phrase and Fable nevű szótár megjegyzi, hogy különösen az USA Légiközlekedési Parancsnokságán volt jelen ez a kifejezés, főleg az Egyesült Királyságban történő járőrözéskor.
Amíg a kifejezés eredete bizonytalan, addig az ábráról sokat meg lehet állapítani. Biztosan az Egyesült Királyság háború előtti graffitijeiből ered, George Edward Chatterton karikaturista munkájaként. Feltételezhetően, a szöveg és az ábra egyesülése az 1940-es évekre tehető, amikor rengeteg amerikai özönlött az Egyesült Királyságba. A graffitik rendkívül népszerűek voltak, az Egyesült Királyságban megtalálhatóak voltak a „What, no …?” és a „Wot, no …?” szlogenekkel, mint a hiány, és a jegyrendszer szatírájaként (például az 1944 szeptemberi Market Garden hadművelet idején a brit 1. légi-szállítású hadosztály (1st Airborne Division) vitorlázógépeinek oldalára volt felfestve a „Wot, no engines?”, vagyis a „Mi az, nincs motor?” felirat)
A kifejezés származására az egyik magyarázat, hogy James J. Kilroy, az amerikai Fore River Hajógyár egyik felügyelője használta. A II. világháború alatt a Bethlehem Steel hajógyárában dolgozott Quincy-ben, ahol ezzel a mondattal jelölte meg az általa ellenőrzött alkatrészeket. A szerelők ezrei láthatták a sokszor feltűnő kifejezést az elkészült hajókon, és Kilroy szlogenje legendává vált. Azután a szerelők elterjesztették más helyeken is, így az elfoglalt területeken és a partraszállások alkalmával is. A későbbiekben a graffiti és a jelmondat egyesült.
David Wallechinsky és Irving Wallace The People's Almanac-jának (1975) értelmezése szerint:
A freudi Kilroy-teória szerint Kilroy modern változata az ősi görög Ödipusz legendának. Eszerint az elmélet szerint Kilroy a „kill roi”-t (a roi szó a francia megfelelője a királynak) jelenti; a király és az édesapa egyértelműsíthető, szóval Kilroy egy kifejezés Oidipusz saját apjának megölése iránt érzett kényszerére. A vele járó kényszert – hogy feleségül vegye saját édesanyját – szimbolizálja Kilroy felbukkanása a hozzáférhetetlen, tabu helyeken.

## Legendák
Számos legenda köthető a Kilroy graffitihez. Az egyik szerint Hitler hitt abban, hogy Kilroy egy kiváló amerikai kém volt, mivel a graffiti számos titkos náci létesítményben megjelent, valószínűleg a zsákmányolt amerikai hadfelszerelésekkel. Egy másik legenda szerint Sztálin a potsdami konferencián bement a vezetők számára fenntartott mellékhelyiségbe, és miután kijött, megkérdezett egy kísérőt: „Ki az a Kilroy?”.

## Az irodalomban
Isaac Asimov 1955-ben adta ki a The message (Az üzenet) című sci-fi novelláját, amelyben a harmincadik századi történész, George Kilroy visszautazik a múltba, hogy történelmi események tanúja legyen. Az első alkalom, amikor Kilroy felfestette a szlogent egy tengerparti kalyiba oldalára, a szövetségesek afrikai partraszállása volt. Ezt a történetet megtalálhatjuk Asimov Earth is room enough, vagy a The complete stories volume 1 gyűjteményeiben is, magyarul az Asimov teljes science-fiction univerzuma sorozat 10. kötetében olvasható.
Thomas Pynchon V. című novellája szerint Kilroy eredetileg a rezgőkör sematikus ábrájából származik.
A graffiti a Kelly hősei című, 1970-es film zárójelenetében is megtalálható.
A felirat visszatérő momentuma Joseph Heller Záróra regényének, amelyben Kilroy láthatatlan, de a szereplők által nagyon is valósnak vélt jelenléte végigkíséri a történetet. Kilroy személyére nem derül fény, de senki nem vonja kétségbe létezését.